# Glen Davis
Ronald Glen Davis (Baton Rouge, 1 de janeiro de 1986) é um ex-basquetebolista profissional estadunidense.

## Carreira

### NCAA
Jogou durante 3 anos com os Tigers da Universidade do Estado de Louisiana. Em 2006 levou a sua equipe às Quartas de final da NCAA pela primeira vez desde 1986, sendo eliminada perante a UCLA Bruins nas semifinais. Esse ano foi eleito pelos treinadores da Conferência do Sudeste como Jogador Mais Valioso. Ao longo de sua carreira universitária teve em média 17,7 pontos, 10,4 rebotes e 2,3 assistências por partida.

### NBA
Foi o 35º selecionado do Draft da NBA de 2007 pelo Seattle Supersonics, porém seus direitos foram transferidos ao Boston Celtics junto com Ray Allen em troca de Delonte West, Wally Szczerbiak e os direitos da 5ª escolha do Draft de 2007, Jeff Green. No Boston foi reserva de Kevin Garnett, ganhando um anel e sendo finalista da NBA, em ambas as ocasiões contra o Los Angeles Lakers. Na Temporada de 2011-2012, logo depois de acabar o lockout, foi transferido ao Orlando Magic junto com Von Wafer em troca de Brandon Bass.

## Estatísticas

### Liga regular
| Ano     | Equipe  | GP  | GS | MPG  | FG%  | 3P%  | FT%  | RPG | APG | SPG | BPG | PPG  |
| ------- | ------- | --- | -- | ---- | ---- | ---- | ---- | --- | --- | --- | --- | ---- |
| 2007-08 | Boston  | 69  | 1  | 13.6 | .484 | .000 | .660 | 3.0 | .4  | .4  | .3  | 4.5  |
| 2008-09 | Boston  | 76  | 16 | 21.5 | .442 | .400 | .730 | 4.0 | .9  | .7  | .2  | 7.0  |
| 2009-10 | Boston  | 54  | 1  | 17.3 | .437 | .000 | .696 | 3.8 | .6  | .4  | .3  | 6.3  |
| 2010-11 | Boston  | 78  | 13 | 29.5 | .448 | .133 | .736 | 5.4 | 1.2 | 1.0 | .4  | 11.7 |
| 2011-12 | Orlando | 61  | 13 | 23.4 | .421 | .143 | .683 | 5.4 | .8  | .7  | .3  | 9.3  |
| 2012-13 | Orlando | 34  | 33 | 31.3 | .448 | .000 | .718 | 7.2 | 2.1 | .9  | .6  | 15.1 |
| Total   |         | 372 | 77 | 22.3 | .444 | .150 | .707 | 4.6 | .9  | .7  | .3  | 8.5  |

### Playoffs
| Ano   | Equipe  | GP | GS | MPG  | FG%  | 3P%  | FT%  | RPG | APG | SPG | BPG | PPG  |
| ----- | ------- | -- | -- | ---- | ---- | ---- | ---- | --- | --- | --- | --- | ---- |
| 2008  | Boston  | 17 | 0  | 8.1  | .412 | .000 | .611 | 1.5 | .4  | .3  | .2  | 2.3  |
| 2009  | Boston  | 14 | 14 | 36.4 | .491 | .000 | .710 | 5.6 | 1.8 | 1.3 | .6  | 15.8 |
| 2010  | Boston  | 24 | 1  | 20.1 | .476 | .000 | .722 | 4.5 | .4  | .8  | .4  | 7.3  |
| 2011  | Boston  | 9  | 0  | 21.2 | .391 | .000 | .727 | 3.6 | .9  | .3  | .0  | 4.9  |
| 2012  | Orlando | 5  | 5  | 38.0 | .438 | .000 | .773 | 9.2 | .8  | .6  | 1.2 | 19.0 |
| Total |         | 69 | 20 | 21.9 | .462 | .000 | .714 | 4.2 | .8  | .7  | .4  | 8.3  |